# Mustafa Z
Mustafa Z (arabisch مصطفى زاد, DMG Muṣṭafā Zād) ist ein Spielfilm des tunesischen Regisseurs Nidhal Chatta aus dem Jahr 2017 nach einem Drehbuch von Sophia Haoues. Das Drama zeichnet 24 Stunden des Lebens eines gewöhnlichen Tunesiers, Mustafa Z, im Griff der Absurdität des Systems nach. Am Vorabend der ersten freien Präsidentschaftswahl in Tunesien 2014 beschließt Mustafa, den seine Frau für seinen mangelnden Ehrgeiz verantwortlich macht und dessen Sohn ihn verachtet, gegen ein willkürliches System zu revoltieren, das ihn erstickt und einengt. Weltpremiere feierte der Film mit Nominierung als Bester Film beim Carthage Film Festival 2017 in Tunesien. Es folgten zahlreiche weltweite Festivalteilnahmen und weitere Auszeichnungen als Bester Film.

## Handlung
Mustafa, ein 44-jähriger Tunesier und Radiomoderator, bereitet sich auf einen Tag und eine ganz normale Nacht vor. Um seine Ehe steht es nicht gut, seine Frau kommuniziert oft nur noch via post-it mit ihm. Farah, erfolgreich und ständig beruflich unterwegs, lässt kaum ein gutes Wort an Mustafa. Nach einem Streit am Morgen ist sie wieder mal auf Reisen. Als wäre das alleine noch nicht genug, fängt Mustafas Alptraum gerade erst an. Während er sich im Badezimmer auf den Tag vorbereitet, fällt einer seiner Zähne aus. Dann, auf dem Schulweg, bricht das turbulente Verhältnis zu Malek sich erneut Bahn, als sein Sohn im Teenageralter, ihn böse beschimpft. Seine eigene Mutter manipuliert ihn, doch Mustafa nimmt all das passiv hin. Sein Arbeitstag beginnt mit einem Paukenschlag. Seine Chefin kündigt ihm fristlos, da er zu wenig jung und dynamisch für den Radiosender sei. Mustafa wird nie wieder die Nachrichten im Radio präsentieren. Er sucht Ruhe, indem er sich zu Hause verkriecht und einschläft. Beim Aufwachen stellt er mit Bestürzung fest, dass Blut in seinem Urin ist. Keine Zeit sich weiter darum zu kümmern macht sich Mustafa auf den Weg um Malek abzuholen. Dann geht ihm plötzlich der Treibstoff aus und er muss sein Auto auf der Suche nach Benzin an einer defekten Parkuhr stehen lassen. Auf seiner Suche gerät er mit dem Tankwart heftig aneinander. Bei seiner Rückkehr entdeckt er, dass sein Auto vorbereitet wird um abgeschleppt zu werden. Verärgert versucht er vergeblich Gemeindebeamte zu bestechen. Völlig entnervt, angesichts der Widrigkeiten, unternimmt er eine letzte Geste der Rebellion und sperrt sich in sein Auto ein. So kommt es, dass  er mit diesem zusammen zum städtischen Autohof transportiert wird. Inzwischen filmen Schaulustige die Szene und posten sofort die Ereignisse in den sozialen Medien, ohne dass Mustafa davon Kenntnis hat. Der Vorgang erntet reichlich Kommentare.
Die bevorstehende Nacht entfaltet sich genauso unerwartet wie der Tag für Mustafa. Er weigert sich beharrlich aus seinem Auto wieder herauszukommen. Und endlich lehnt sich Mustafa, dieser passive Mann, auf. Gefangen in der Enge des Autos stellt er sich dem System. Auch er macht jetzt seine Not über das Internet publik und postet einen persönlichen Protest gegen den Staat. Er nutzt diesen Moment des Ruhms, um all jene an den Pranger zu stellen, die hinter Korruption und der Gewalt stehen, die im Land herrscht. Er verweist auf die Absurdität bestimmter Gesetze und die Funktionsstörung öffentlicher Institutionen. Mit dieser Aktion wird er unversehens im Internet zum Volkshelden. Hat man ihn anfangs noch verlacht, hat sich inzwischen eine Menschenmenge ebenfalls am Autohof angesammelt, auch die Medien sind auf den Mann aufmerksam geworden, der das ganze System für seine Misere verantwortlich macht und aus Protest verkündet, er würde auch nicht wählen gehen. Seine Frau, sein Sohn, eine Polizistin und sogar ein Staatsminister, sie alle versuchen Mustafa zu überreden aufzugeben, vergeblich. Er verwandelt sich über Nacht von einem gewöhnlichen leichtgläubigen Bürger zu einem Helden, der es wagt, „nein“ zu sagen und sein Recht auf individuelle Freiheit geltend macht. All dies geschieht zu einem geeigneten Zeitpunkt, am Vorabend der ersten freien Präsidentschaftswahlen in Tunesien nach der Revolution, einem entscheidenden Termin für die junge Demokratie.

## Entstehungsgeschichte
Die Entstehung des Films geht auf ein Wiedersehen von Abdelmonem Chouayet und  Chatta zurück, die bereits für Le Dernier Mirage zusammenarbeiteten. Chouayet hatte die Idee einen Film zu machen, wo der Held des Films die meiste Zeit im Auto agiert. Die Idee gefiel Chatta und er nahm die Herausforderung an. Das Projekt war so ganz anders als das, was Chatta bisher verfilmte. Die Art der Umsetzung war neu in Tunesien, aber, laut Chatta, weit verbreitet in den USA, indem der Hauptdarsteller eingebunden wird in Entwicklung, Umsetzung und Produktion. Auch Chouayet nahm diese Form der Herausforderung an und so wurde Sophia Haoues für das Drehbuch engagiert. Die folgenden 3 Monate wurde unermüdlich gearbeitet um das Drehbuch fertigzustellen. Chouayet steuerte neben seinem Spiel auch Dialoge für den Film bei. Sicher gibt es ähnliche Kollaborationen dieser Art im tunesischen Kino, aber für Chatta war die Zusammenarbeit mit Chouayet und Haoues, nach eigener Aussage, ein Vorteil und brachte am Ende seiner Meinung nach mit Sicherheit einen besseren Film hervor. Chouayet arbeitete bei den Castings und Proben eng mit den Schauspielern des Films zusammen, eine absolut grundlegende Arbeit in dieser, laut Chatta, kritischen Phase, in der die Dialoge und das Spiel und die Persönlichkeit eines jeden Einzelnen seine endgültige Form annimmt. Laut Chatta sei es Chouayets entscheidender Beitrag für den Film gewesen, dass er diese unglaubliche Idee und das Talent hatte, einen gewöhnlichen Mann zu verkörpern, gefangen in seinen eigenen Widersprüchen, und ihn zu einem Helden zu machen, der er nicht sein will.
Es fällt auch auf, dass die Mehrheit derer, die Mustafa Probleme bereiten, Frauen sind: die Polizistin, seine Chefin, seine Mutter und seine Frau, sodass die Frage aufkam, warum Mustafa nicht auch noch eine Tochter, statt eines Sohnes, hat. Diese Wahl gehe laut Chatta auf eine Beobachtung zurück, der die beinahe Abwesenheit des Vaters im tunesischen Kino oder die Abwesenheit des Vaters, der auf einen Schatten reduziert ist, zugrunde liegt. Chouayet und er hätten früh in der Entwicklungsphase über dieses Thema gesprochen und kamen überein, dass ein Mädchen vermutlich sanfter mit ihrem Vater sein würde, was gegen den latenten Konflikt Mustafas mit seinem Nachkommen sprach.
Nidhal Chatta:

„Wir wollten eine angespanntere Beziehung, ohne eine Vater-Sohn-Freudsche Beziehung zu filmen. In der gleichen Weise verkörpert der Wächter des Autohofs den Vater, den Mustafa nie hatte...“

So schloss sich der Kreis, da Mustafa durch seine Rebellion auch die Achtung seines Sohnes rückerobert. Chatta teilt seinen Film in 2 Teile auf. Zunächst lässt er seinen Hauptcharakter leidend und ohne zu reagieren erscheinen. Die Ablehnung seiner Frau, der Konflikt mit seinem Sohn, die Zurückweisung seiner Chefin und die ihn manipulierende Mutter, all das beschränkt die Situation des Charakters auf das Absurde, weil, laut Regisseur, das Gesetz selbst, unser eigenes Funktionieren, manchmal absurd ist. Laut Chatta ist das Auto für Mustafa tatsächlich ein Schutz. Der Charakter würde, laut Chatta, also an die Grenze seiner eigenen Logik und letztlich bis zu seiner Entscheidung „Nein“ zu sagen, gehen. Dadurch erobere Mustafa seinen Lebensraum zurück. Der Moment in dem Mustafa sich entschließt zu reagieren, ist der Punkt, der für ihn die Wende bringt. Von diesem Moment an führt er eine Konfrontation, die durch das Wort und die absolute und ausschließliche Kontrolle über seinen Lebensraum, nämlich sein Auto, geht. Er steht im Gegensatz zu den Entscheidungen anderer, derer um ihn herum, die vergeblich versuchen, ihn zum Aufgeben zu bewegen. Der Film lässt auch einen möglichen Ehebruch seiner Frau vermuten, was vom Regisseur weder moralisch gewertet wird noch von Mustafa mit einer direkten Reaktion bedacht wird. Dazu führte Chatta aus, dass es ihnen am Herzen gelegen hätte, zu diesem komplexen Thema kein Urteil zu fällen, weit entfernt von jeglicher Psychoanalyse des Boulevards. Er merkte weiter an, dass Mustafa natürlich eine Erklärung seiner Frau erbitte, aber auch nicht wirklich eine Antwort erwarte, da er viel zu sehr damit beschäftigt wäre sich der Kaskade von Katastrophen zu widmen die auf ihn einprasseln. Laut Chatta ist es der Autohof, auf dem sich Mustafa als Gefangener in seinem Auto befindet, der paradoxerweise einen Sieg für Mustafa bedeute, da die Leute gezwungen sind sich zu ihm zu begeben. Zur Entstehung der Rolle der Polizistin, die ohne überzeugenden Grund ihre Entscheidung zu ändern scheint, sagte Chatta, dass er einen Charakter gewollt habe, der sich von der starken und der weichen Seite zeigt. Chatta denke auch, dass eine Frau in derlei Krisenzeiten zu mehr Mitgefühl und Intelligenz fähig ist. Darüber hinaus versuche die Polizistin, sich an die Situation anzupassen, vor allem, wenn sie Zeugin der Unfähigkeit des Ministers wird, Mustafas Problem zu lösen. Der Charakter des Ministers entstammt laut Chatta den Beobachtungen von hölzernen Politikdebatten. Deshalb lässt Mustafa diesen Minister auch vor diesem Hintergrund sprechen, verweigert ihm aber als einzigem den Zutritt zu seinem Auto.
Die Dreharbeiten fanden 2016 in Tunis statt. Der Regisseur bedient sich für sein fiktives Rezept dem Gesetz der Serie: „Alles, was schiefgehen kann, wird auch schiefgehen.“, Murphys Gesetz. Der Film spielt in der Innenstadt von Tunis und steht mit seinen kakophonen Klängen in Kontrast zur vermeintlichen Ruhe der Hauptfigur, frustriert in einer Situation steckend, die Mustafa nicht kontrollieren kann. Der Film hinterfragt auch den Zustand des Landes und die Folgen der Revolution und ihre Unvollkommenheiten. Im Rhythmus von Hédi Jouinis Lied „Suis moi, nous construisons une vie en couleurs“ werden Schwarz-Weiß-Fotos gezeigt, die nach der Revolution aufgenommen wurden und die Verhaltensweisen von Unzivilität, anarchischen Konstruktionen und überquellende Mülltonnen unter freiem Himmel zeigen, überall auf den Straßen und Vierteln der Hauptstadt.

### Schauspieler und Stab
Die weibliche Hauptrolle der Figur Farah wird von Fatma Nasser gespielt. Nasser ist eine tunesische Schauspielerin, die ihre Schauspielkarriere in Ägypten startete, wo sie auch zeitweise lebt. Ihre erste Rolle hatte sie im Film Advertisement des ägyptischen Regisseurs Amr Salama. Durch ihr Spiel in Mustafa Z ist sie auch in der Heimat Tunesien mehr in den Fokus gerückt.
Issa Harrath (auch: Aissa Harrath), in der Rolle des Wächters des Platzes auf den Mustafas Auto geschleppt wird, ist eine führende Figur im tunesischen Theater und Kino, der sich aufgrund der Rollen, die er seit langem in TV-Serien und Filmen spielt, großer Bekanntheit erfreut. Mit Chouayet hat er mehrfach im Theater und Filmen wie Bastardo oder Parfum de printemps zusammengearbeitet. Er ist dem deutschen Publikum auch bekannt durch die Filme Halfaouine – Zeit der Träume von Férid Boughedir oder Les siestes grenadine des Regisseurs Mahmoud Ben Mahmoud.
Der Staatsminister wird dargestellt von Férid Memmich. Memmich ist Partner in Chattas Produktionsfirma und schlüpft neben seinen diversen politischen oder kulturellen Aktivitäten in Tunesien, immer mal wieder in die Rolle des Schauspielers in Chattas Produktionen. Vor diesem Hintergrund verwundert es vielleicht nicht, ihn hier als Minister zu sehen. Er war während seiner Zeit als politischer Berater des Übergangspräsidenten Faoued Mebazaa, die der Zeit der ersten freien Präsidentschaftswahl in Tunesien vorausging, „mit Ruhe und Deutlichkeit bemüht, in vollkommener Übereinstimmung mit Staatschef Mebazza, zu handeln, um mit allen Komponenten der Zivilgesellschaft und der politischen Kräfte ein Projekt einer neuen Gesellschaft zu schaffen“.
Mit Taoufik Bahri (auch Tawfik Bahri) macht ein Schauspieler in der Rolle des Tankwart dem Protagonisten Mustafa das Leben schwer, der in Tunesien in unzähligen TV-Serien zu sehen war. Auch er stand mit Chouayet und Harrath für Bastardo und Parfum de printemps gemeinsam vor der Kamera. Im deutschsprachigen Raum wurde er durch den Film Making of – Kamikaze des tunesischen Regisseurs Nouri Bouzid bekannt. Der preisgekrönte Film nahm an diversen deutschen Filmfestivals teil.
Mohamed Grayaâ (auch: Mohamed Graïaa), der sehr zum Ärger von Mustafa, diesen auch noch zur Kasse bitten wollte als der mit seinem Auto Probleme hatte, gehört in Tunesien ebenfalls zur Riege der Schauspieler, die hinreichend durch TV und Kino bekannt sind. Auch sein Weg kreuzte zuvor den von Chouayet im Film Tendresse du Loup (ar: Ors-el-dhib). Grayaâ wurde im deutschsprachigen Raum durch den Film von Mehdi Ben Attia Le fil – Die Spur unserer Sehnsucht, mit Claudia Cardinale, bekannt.
Die Drehbuchautorin Sophia Haoues, die von Chatta und Chouayet zur Umsetzung der Idee hinzugezogen wurde, gehört zu den aufstrebenden Drehbuchautorinnen in Tunesien. Geboren und aufgewachsen in Frankreich, hat sie an zahlreichen Filmen und Dokumentationen als Autorin oder Regisseurin mitgewirkt. Sie lehrt die Kunst des Storytellings an der Hochschule für Kino und Audiovisuelle Kunst in Tunis. Im Rahmen des Carthage Film Festivals 2017 wurde sie lobend für das Drehbuch von Mustafa Z erwähnt. Weitere Bekanntheit erwarb sie sich auch als Co-Autorin von Ibrahim Letaief für dessen Komödie Porto Farina aus dem Jahr 2019. Die Kameraführung des Films hatte Mohamed Maghraoui inne. Dieser arbeitete zuvor bereits zweimal mit Chatta: für dessen Thriller Le Dernier Mirage und den Dokumentarfilm Zero!.

## Rezeption
Mustafa Z wurde durch Chattas Produktionsfirma South by South West Films in Zusammenarbeit mit der französischen Produzentin Dominique Laisney produziert, der Filmverleiher ist HAKKA Distribution. Über Einspielergebnisse ist nichts bekannt. Das Projekt Mustafa Z gehörte 2016 zu 23 prämierten Filmprojekten, die aus 80 Bewerbungen von Spiel- und Kurzfilmen ausgewählt, der Kommission für Filmproduktion, die dem tunesischen Ministerium für Kultur und Denkmalschutz (fr: Ministère de la culture et de la sauvegarde du patrimoine) untersteht, vorgelegt und mit einer Fördersumme in Höhe von 400.000 DT für die Produktion des Films unterstützt wurde. Der Film hat keine Synchronfassungen. Er wurde jedoch bei Festivals weltweit jeweils entsprechend mit französischen, englischen oder deutschen Untertiteln gezeigt.

### Premiere
Im November 2017 feierte der Film im Rahmen des Carthage Film Festivals Weltpremiere. Er gehörte zu den nominierten Filmen der Kategorie Bester Film. Am Ende des Festivals erhielt Chouayet die Ehrung als Bester Hauptdarsteller, die sich für seine Darstellung bei Filmfestivals in Oujda, Alexandria und dem FESPACO fortsetzte. Ende Februar 2018 lief der Film in den tunesischen Kinos des Landes an. Festivalteilnahmen in Frankreich, Belgien, Holland, Ägypten, Marokko und der Schweiz machten den Film 2018 weiter publik und würdigten die Arbeit des Regisseurs mit Preisen. Im deutschsprachigen Raum wurde der Film durch die Teilnahme am Arab Film Festival Zürich bekannt. Im Rahmen der Reihe „Best of Arab Film Festival 2018“ wurde Mustafa Z beispielsweise in Kinos von St. Gallen, Basel und Bern nach Festivalende zusammen mit weiteren ausgewählten tunesischen Produktionen aufgeführt. 2019 gewann er die Auszeichnung Bester Politischer Film des 11. Aryan Jaipur International Film Festivals. In Zusammenarbeit mit der Federation of Film Societies of India, der Botschaft der Republik Tunesien in Delhi und der Indian Film Critics Association wurden 6 preisgekrönte tunesische Filme, darunter auch Mustafa Z, die alle im postrevolutionären Tunesien entstanden sind, ausgewählt, um seit Mai 2019 in Metropolen Indiens, darunter Delhi, Hyderabad oder Imphal, im Rahmen des Tunisian Film Festivals of India aufgeführt zu werden. Die The Times of India widmete sich diesem Festival im Juni 2019 in ihrer Berichterstattung und würdigte das tunesische Kino:

„Das tunesische Kino gilt heute als eines der liberalsten, fantasievollsten und preisgekrönten Kinos der arabischen Welt. Die Revolution von 2011 oder die Jasmin-Revolution haben den Verlauf des tunesischen Kinos erheblich verändert und der Produktion […] einen Schub gegeben, da Filmemacher eine viel freiere Umgebung genießen.“

### Festivaldaten (Auswahl)
- 2017: Carthage Film Festival – Nominiert als Bester Film[2]
- 2018: Internationales Film Festival von Madrid – Nominiert als Beste Komödie[25]
- 2018: Festival de cinéma méditerranéen de Bruxelles[26]
- 2018: Festival Cinémas du Sud, Institut Lumière Lyon[27]
- 2018: Festival Cinéalma du Film Méditerranéen, Carros[28]
- 2018: Fenêtres sur le Cinéma Tunisien, UNESCO Paris[29]
- 2018: 4th International Arab Film Festival Zürich[30]
- 2018: 13e édition du Festival Cinémas d’Afrique Lausanne[31]
- 2018: Maghreb Film Festival Haarlem[32]
- 2019: Tunisian Film Festival of India

### Auszeichnungen (Auswahl)
- 2018: Maghreb Film Festival Oujda – Bester Film[33]
- 2018: Festival des Afrikanischen Films „Africlap“ – Kilimandjaro Award für Bester Film[34]
- 2018: Ciné-Croisette Cannes – Publikumspreis[35]
- 2018: Internationales Film Festival von Alexandria – Special Jury Prize für Bester Film[36]
- 2019: Aryan Jaipur Internationales Film Festival – Bester Politischer Film[37]

### Kritiken
Für das offizielle Journal des JCC – Carthage Film Festivals 2017 widmete nach Weltpremiere von Mustafa Z, während des Festivals, der  Autor Hafedh Mahfoudh in der Ausgabe Nr. 3 dem Film einen ausführlichen Artikel. Am Ende führte er aus: 

„Das Ende des Films ist überraschend. Es verdoppelt die Störung, die uns während der Betrachtung begleitet. Ein Ende, das einer ‚Ohrfeige‘ würdig ist und uns zu mehreren Szenen unseres Lebens führt. Diese Wahrheit, die an Ort und Stelle trotz sich selbst bitter sein kann, wird später als eine Form der impliziten und unbewussten Auflösung dargestellt.“

Anlässlich des Filmfestivals von Carthage 2017, widmete sich die Journalistin und Regisseurin Lilia Blaise am 10. November 2017 für Middle East Eye 5 sehenswerten Filmen, der knapp 180 teilnehmenden. In ihrer Betrachtung zu Mustafa Z führte sie aus: 

„In dieser quietschenden schwarzen Komödie des tunesischen Regisseurs Nidhal Chatta lebt Mustafa […] einen Tag und eine Nacht voller Galeeren. […] Die Geschichte illustriert die Absurditäten des Systems und prangert den Formalismus einiger Tunesier an, die nicht zögern, auf das Gesetz zurückzugreifen, wenn es ihren Interessen dient. Die Geschichte […] bleibt aber in ihrer viszeralen Kritik des Systems, das den Menschen zerstört, sehr aktuell.“

Für das Internetportal Qantara.de berichtet regelmäßig die freie Journalistin Sarah Mersch aus Tunesien. Nach Ende der 28. Ausgabe des Carthage Film Festivals 2017 berichtete sie am 15. November 2017 umfassend über das Festival und die für März 2018 angekündigte Eröffnung der Tunesischen Kinemathek. In ihrer Betrachtung zu Mustafa Z, verglich sie den Helden mit Miguel de Cervantes Romanfigur:

„In Nidhal Chattas ‚Mustapha Z‘ kämpft die gleichnamige Hauptfigur wie ein Don Quichotte gegen die Windmühlen der alltäglichen Behördenvorschriften.“

Zum offiziellen Kinostart des Films veröffentlichte der Redakteur Fawz Ben Ali für den Kulturteil des tunesischen Onlineportals Kapitalis, welches in französischer Sprache erscheint, am 2. März 2018 eine Filmvorstellung für Mustafa Z, dessen  Zusammenfassung wie folgt ausfiel:

„Nidhal Chatta baute seinen Film auf zwei Teilen um den gleichen Charakter und schaffte es brillant, diese Metamorphose auf der großen Leinwand zu transponieren, die manchmal für jeden von uns notwendig ist, um zu handeln und das Leiden zu beenden, während er sehr tief in der gesellschaftspolitischen Aktualität im Land verwurzelt blieb.“

Für das tunesische Kunst und Architekturmagazin Ideo, titelte Inès Ben Azouz am 28. Februar 2018 zu Kinostart des Films:

„Mustafa Z, der Film, der ironisch die tunesische Gesellschaft darstellt“

Michel Bodmer, Redaktionsleiter Film und Serien beim Schweizer Fernsehen und Filmkritiker, resümierte in seiner Vorstellung des Films im Rahmen des „Best of Arab Filmfestival 2018“ für das Filmpodium Zürich:

„Mustafa Z ist eine geschliffene und unterhaltsame Satire über Geschlechterrollen und Politik im heutigen Tunesien.“

### Intention des Regisseurs
Befragt durch Naceur Sardi für das tunesische Onlineportal Jomhouria, ob das Z bzw. زاد im Filmtitel als die arabische Verbform zāda („er vermehrte/erhöhte“) zu verstehen sei oder vielleicht für einen „Zero“ (Anm: französisch im Sinne für eine Null, einem Niemand) stehen würde der sich im Laufe der Ereignisse in „Zorro“ verwandelt oder doch eher der erste Buchstabe des arabischen Wortes sei, welches im Film oft zu hören wäre und dem Namen des männlichen Geschlechtsteils entspricht, führte Chatta unter anderem aus, dass es etwas von all dem sei. Laut Chatta ist Mustafa ein ganz gewöhnlicher und anonymer Bürger. Er sei der Antiheld par excellence. Einzig die Umstände führen ihn dazu, ein Held zu werden.

„Es ist der letzte Buchstabe des Alphabets, das letzte Glied eines tunesischen Volkes, das ein wenig resigniert hat und eines Tages beschließt, seine Differenz und seine Weigerung laut und deutlich zu verkünden […]. Ich bin dieser beliebten Komponente, diesem gewöhnlichen Bürgeraspekt von Mustafa, sehr verbunden.“

Auf die Frage, ob nicht Mustafa Z für Bouazizi stehen würde, antwortete Chatta:

„Vielleicht durch die Tatsache, dass er heftig reagiert, um eine individuelle Situation zu lösen, die ihn blockiert und ihn leiden lässt... Aber Mustafa hat einen starken Lebensinstinkt und als sein Kampf Früchte zu tragen beginnt, lässt er los... Er will keine Lektion erteilen und wird zum Helden, wider seiner selbst.“

Weiter befragt, ob Chatta für die Rolle des Ministers eine Vorlage gehabt hätte, die am Ende wenig optimistisch stimmen würde, erklärte dieser:

„Ich wollte kein Happy End und ich denke, dass das Ende des Films völlig im Einklang mit der Realität steht, in der sich die Logik der Macht unserem Verteidigungskörper aufdrängt. Was danach passiert, […] öffnet den Weg zu allen Annahmen und das ist gut!“